# Komet ODAS
Komet ODAS ali 198P/ODAS je periodični komet z obhodno dobo okoli 7,0 let.

 Komet pripada Jupitrovi družini kometov .

## Odkritje
Komet so odkrili 15. decembra 1998 v okviru programa ODAS.